# Somatofilachia
La somatofiliachia (in greco antico: σωματοφυλακεία?, sōmatophylakèiā, guardia del corpo, da σωματοφύλαξ sōmatophýlax, al plurale σωματοφύλακες sōmatophýlakes, «guardia del corpo») era il gruppo ristretto dei militari e amici del sovrano del Regno di Macedonia al tempo della dinastia argeade.

## Funzione
Tale gruppo era costituito da sette soldati scelti e fedelissimi, che avevano il compito di vigilare sull'incolumità del sovrano macedone, vivendo a stretto contatto con lui e accompagnandolo sia in guerra sia in periodo di pace, sia nelle missioni ufficiali sia nelle battute di caccia e nei banchetti. Quando uno di essi perdeva la vita o decadeva dalla carica per altre ragioni, il re provvedeva personalmente alla sua sostituzione.
Le più famose somatofiliachie furono quelle di Filippo II, di Alessandro Magno e di Filippo III Arrideo. In particolare, i somatophylakes di Alessandro Magno. dopo la sua morte improvvisa (323 a.C.) e la cosiddetta spartizione di Babilonia, divennero tutti, con l'eccezione di Aristonoo, suoi successori (diadochi) e uno di essi, Perdicca, divenne addirittura il reggente dell'impero macedone.

## Somatofilachia di Filippo II
Sono noti solo quattro dei somatophylakes di Filippo II:
- Pausania di Orestide, l'assassino dello stesso Filippo (336 a.C.),
- Perdicca, futura guardia del corpo del figlio di Filippo: Alessandro Magno,
- Leonnato, anch'egli futuro somatophylax di Alessandro,
- Attalo, che coi due colleghi precedenti inseguì e uccise l'assassino del re.

## Somatofilachia di Alessandro Magno

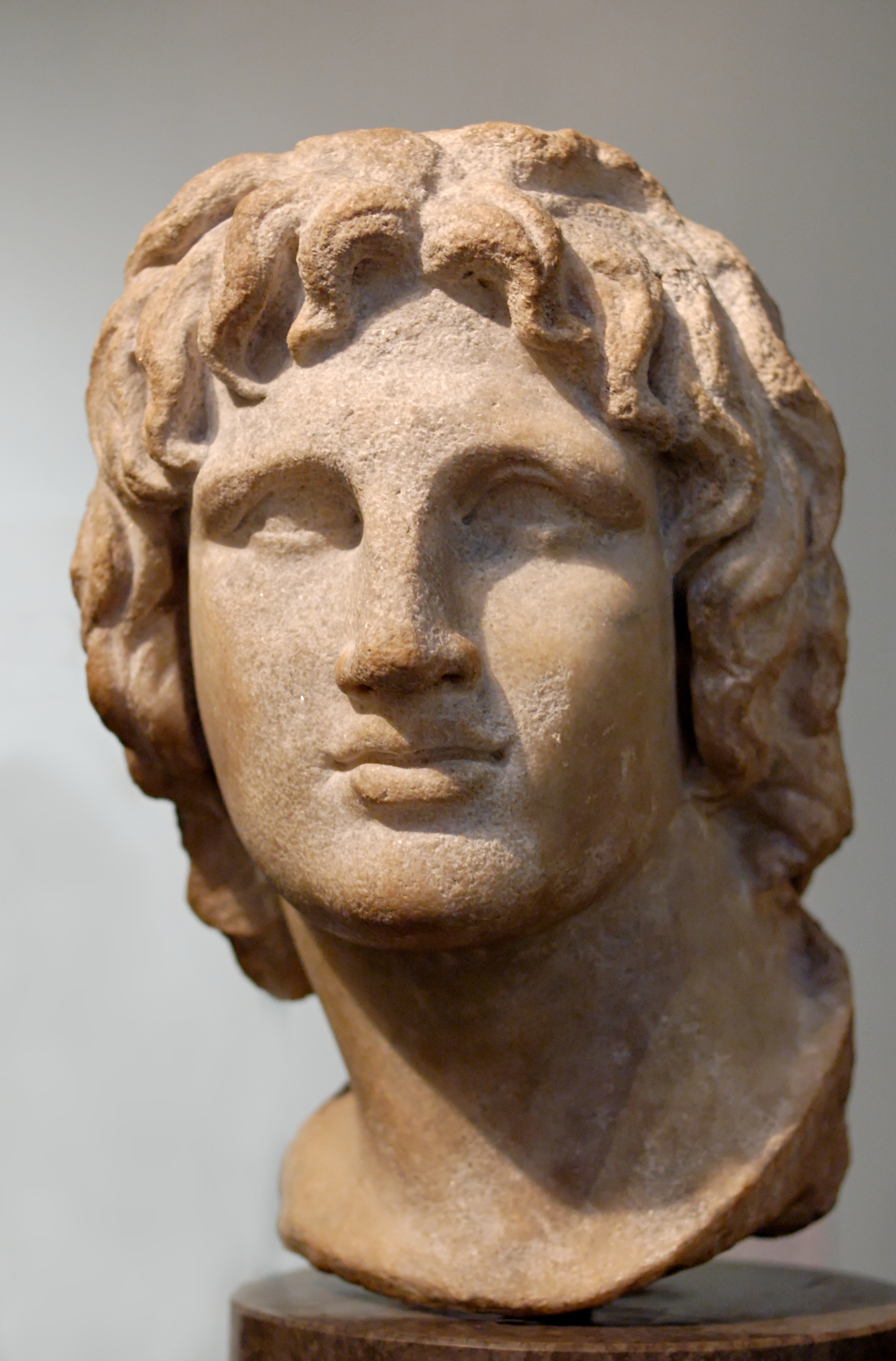
Alessandro Magno

Aristonoo, Lisimaco e Pitone erano i tre veterani della somatofilachia di Alessandro Magno, già sue guardie del corpo probabilmente fin dalla sua ascesa al trono (336 a.C.). Alcuni storici ipotizzano che i tre avessero già questo incarico col padre Filippo II, dato che tutta la storiografia alessandrina antica, a differenza della altre guardie del corpo, ne tace le date di nomina..
Gli altri somatophylakes originari erano:
- Tolomeo (da non confondersi con l'omonimo futuro diadoco e re d'Egitto), al quale subentrò nel 334 a.C. Efestione,
- Aribba, morto di malattia nel 331 a.C.[1] e sostituito da Leonnato, già guardia del corpo di Filippo II,
- Balacro, divenuto satrapo di Cilicia nel 333 a.C.[8] e sostituito prima da Menes e poi da Perdicca, già guardia del corpo di Filippo II, nel 331 a.C.,
- Demetrio, sospettato di far parte della congiura di Filota, fu giustiziato e sostituito da Tolomeo nel 330 a.C.[2]

Peucesta era stato eccezionalmente aggiunto al gruppo come ottavo membro nel 325 a.C., per aver salvato la vita ad Alessandro durante l'assedio della città dei Malli in India. L'anno successivo (324 a.C.), con la morte di Efestione, il gruppo era tornato a essere composto, come da tradizione, da sette membri.
| Somatophylakes di Alessandro Magno |           |          |        |           |          |          |          |          |
| Periodo                            | I         | II       | III    | IV        | V        | VI       | VII      | VIII     |
| 336–334 a.C.                       | Aristonoo | Lisimaco | Pitone | Tolomeo   | Aribba   | Balacro  | Demetrio | ---      |
| 334–333 a.C.                       | Aristonoo | Lisimaco | Pitone | Efestione | Aribba   | Balacro  | Demetrio | ---      |
| 333–332 a.C.                       | Aristonoo | Lisimaco | Pitone | Efestione | Aribba   | Menes    | Demetrio | ---      |
| 332–331 a.C.                       | Aristonoo | Lisimaco | Pitone | Efestione | Aribba   | Menes    | Demetrio | ---      |
| 331–330 a.C.                       | Aristonoo | Lisimaco | Pitone | Efestione | Leonnato | Perdicca | Demetrio | ---      |
| 330–325 a.C.                       | Aristonoo | Lisimaco | Pitone | Efestione | Leonnato | Perdicca | Tolomeo  | ---      |
| 325–324 a.C.                       | Aristonoo | Lisimaco | Pitone | Efestione | Leonnato | Perdicca | Tolomeo  | Peucesta |
| 324–323 a.C.                       | Aristonoo | Lisimaco | Pitone | ---       | Leonnato | Perdicca | Tolomeo  | Peucesta |

## Somatofilachia di Filippo III Arrideo
Sono noti solo quattro dei somatophylakes di Filippo III Arrideo:
- Autodico, fratello di Lisimaco,[10][11]
- Aminta, fratello di Peucesta,
- Alessandro, figlio di Poliperconte,[12]
- Tolomeo, figlio di Tolomeo.